# ليسوم نجمي
ليسوم نجمي (الاسم العلمي: Illicium stellatum) هو نوع نباتي يتبع جنس الليسوم من فصيلة الشزندرية.